# Leucanopsis hoffmannsi
Leucanopsis hoffmannsi är en fjärilsart som beskrevs av Rothschild 1909. Leucanopsis hoffmannsi ingår i släktet Leucanopsis och familjen björnspinnare. Inga underarter finns listade i Catalogue of Life.